# Janusz Kaczówka
Janusz Kaczówka (ur. 10 stycznia 1965 w Dąbrowie Tarnowskiej) – polski piłkarz, występujący na pozycji pomocnika, trener piłkarski.

## Kariera
Urodził się w Dąbrowie Tarnowskiej i jest wychowankiem lokalnej Dąbrovii. W 1985 roku przeszedł do Igloopolu Dębica, gdzie w pierwszym sezonie zdobył siedem goli. W Igloopolu grał do 1992 roku, rozgrywając w barwach tego klubu 58 meczów w I lidze. Następnie przeszedł do ŁKS Łódź, w barwach którego m.in. doszedł do finału Pucharu Polski oraz zajął trzecie miejsce w sezonie 1992/1993. Grał również w kontrowersyjnym meczu z Olimpią Poznań, wygranym przez ŁKS 7:1. W 1994 roku został zawodnikiem Stali Mielec. Był to ostatni pierwszoligowy klub w jego karierze; ogółem w polskiej I lidze rozegrał 139 meczów, zdobywając 14 goli. W 1996 roku przeszedł do Podkarpacia Pustynia, który zastąpił w rozgrywkach IV ligi wycofany Igloopol. W rundzie wiosennej sezonu 1996/1997 grał w trzecioligowej Stali Rzeszów. W sezonie 1997/1998 reprezentował barwy drugoligowych RKS Radomsko (9 meczów) i Aluminium Konin (17 spotkań). Po półtora roku gry w trzeciej lidze (Wisłoka Dębica, Stal Sanok) ponownie trafił do drugiej ligi, zostając piłkarzem Świtu Nowy Dwór Mazowiecki. Grał tam to 2001 roku, łącznie rozgrywając 46 ligowych meczów. Później reprezentował barwy klubów niższych lig: Siarki Tarnobrzeg, Rzemieślnika Pilzno, Pogoni Staszów oraz Igloopolu Dębica. Karierę zakończył w 2009 roku w Pogoni 1945 Staszów.
Po zakończeniu kariery piłkarskiej był trenerem juniorów Igloopolu Dębica oraz Brzostowianki Brzostek. W 2018 roku (runda wiosenna i jesienna) był trenerem drużyny seniorów Strażaka Lubzina występującego w A klasie Dębica gr. I. Od 2019 został trenerem drużyny seniorów LKS Brzeźnica, która występuje w klasie B Dębica.

## Statystyki ligowe
| Sezon         | Klub                      | Liga           | Mecze | Gole |
| ------------- | ------------------------- | -------------- | ----- | ---- |
| 1985/1986     | Igloopol Dębica           | II liga        | ?     | 7    |
| 1986/1987     | Igloopol Dębica           | II liga        | ?     | ?    |
| 1987/1988     | Igloopol Dębica           | II liga        | ?     | ?    |
| 1988/1989     | Igloopol Dębica           | II liga        | ?     | ?    |
| 1989/1990     | Igloopol Dębica           | II liga        | 36    | 4    |
| 1990/1991     | Igloopol Dębica           | I liga         | 25    | 1    |
| 1991/1992     | Igloopol Dębica           | I liga         | 33    | 3    |
| 1992/1993     | ŁKS Łódź                  | I liga         | 28    | 4    |
| 1993/1994     | ŁKS Łódź                  | I liga         | 13    | 4    |
| 1994/1995     | Stal Mielec               | I liga         | 24    | 2    |
| 1995/1996     | Stal Mielec               | I liga         | 16    | 0    |
| 1996/1997 (j) | Podkarpacie Pustynia      | IV liga        | ?     | ?    |
| 1996/1997 (w) | Stal Rzeszów              | III liga       | ?     | ?    |
| 1997/1998 (j) | RKS Radomsko              | II liga        | 9     | 1    |
| 1997/1998     | Aluminium Konin           | II liga        | 17    | 1    |
| 1998/1999     | Wisłoka Dębica            | III liga       | ?     | ?    |
| 1999/2000 (j) | Stal Sanok                | III liga       | ?     | ?    |
| 1999/2000 (w) | Świt Nowy Dwór Mazowiecki | II liga        | 20    | 2    |
| 2000/2001     | Świt Nowy Dwór Mazowiecki | II liga        | 26    | 2    |
| 2001/2002     | Siarka Tarnobrzeg         | III liga       | ?     | ?    |
| 2002/2003 (j) | Rzemieślnik Pilzno        | IV liga        | ?     | ?    |
| 2002/2003 (w) | Pogoń Staszów             | III liga       | ?     | ?    |
| 2003/2004     | Pogoń Staszów             | III liga       | ?     | ?    |
| 2004/2005 (j) | Pogoń Staszów             | III liga       | ?     | ?    |
| 2004/2005 (w) | Igloopol Dębica           | IV liga        | ?     | ?    |
| 2005/2006     | Olimpia Pogoń Staszów     | klasa A        | ?     | ?    |
| 2006/2007     | Pogoń 1945 Staszów        | klasa okręgowa | ?     | ?    |
| 2007/2008     | Pogoń 1945 Staszów        | IV liga        | ?     | ?    |
| 2008/2009     | Pogoń 1945 Staszów        | III liga       | 18    | 1    |